# 鎖鏈素
鎖鏈素（Desmosine）是在相同的或者邻近的多肽由三个醛赖氨酸侧链和一个赖氨酸侧链形成的交联体。在尿液，血浆或痰样品中的鎖鏈素的检测可以是由于与某些疾病相关的高弹性蛋白酶活性而导致弹性蛋白分解的标志物
。
存在於人體結締組織的彈性纖維（Elastic fibers）中，負責組成彈性蛋白（Elastin）。造成了彈性蛋白的黃色以及彈性的特質。
这种鎖鏈素负责弹性蛋白质的橡胶性能。